# 大儀見元
大儀見 元（おおぎみ げん、1963年12月3日 - ）は、神奈川県中郡二宮町出身の日本のパーカッション演奏者、歌手。日本大学高等学校を経て、日本大学法学部卒業。明治時代の教育者・牧師であった大儀見元一郎は曽祖父。　

## 人物・来歴
幼少期より ビートルズ に心酔する。隣家に暮らす祖母の大儀見メイベル（旧姓：ジョーンズ）とは英語で会話していた。高等学校在学中の1981年、ヤマハEASTWEST '81」にバンド「寿限無」で参加、優秀賞を受賞。
大学進学後の1982年、日本初のサルサ・バンドであった オルケスタ・デル・ソルに参加。1984年、自らのバンド、オルケスタ・デ・ラ・ルス を結成。この頃より、ロック、ポップス、ジャズ等様々なアーティストのツアーとレコーディングに参加開始。キューバ渡航後の1989年、オルケスタ・デ・ラ・ルスでニューヨーク進出。Village Gate、Palladium等で演奏。現地のラティーノ達に熱狂的に受け入れられ、バンドは後に、グラミー賞のカリビアン部門の新人賞にノミネートされる。
1990年、オルケスタ・デ・ラ・ルスを脱退、ニューヨークに渡る。1991年より、ティト・ニエベス・オーケストラにコンガ演奏者として参加。
1995年、帰国。熱帯JAZZ楽団、塩谷哲率いるSALT BAND、松岡直也グループなどに参加。
1997年、自らのバンド、SALSA SWINGOZA（サルサ・スインゴサ）を結成。2000年に、1stアルバム「Swin' Pa' Gozar」リリース。2012年リリースの東日本大震災復興応援チャリティCD「Siempre con fe」の売上による寄付金は200万円超。その後、「Aqui se puede」他2枚のアルバム・2枚のライブ・アルバムをリリース後、5thアルバム「Cantando」を2016年にリリース。佐藤竹善、CHAKA、石塚隆充をゲストに迎え、アルバムタイトルどおり「歌模様」をテーマに、大儀見自らも歌唱した。
2019年、swingoza+（スインゴサ・マス）を結成。そのスタイルは、ニューヨーク、キューバ、プエルトリコ、西アフリカ、スペイン等で体得した様々なリズムのエッセンスを消化・アレンジして繰り出されるもの。活躍の場は、ロック、ジャズ、ポップス、フラメンコ等、多岐にわたる。

## 主な共演者・活動ユニット
- 米米CLUB
- Dreams Come True
- 角松敏生
- 矢沢永吉
- 沢田研二
- 佐藤竹善
  - SING LIKE TALKING
- 菊地成孔
  - DCPRG（DC/PRG・dCprG・DCPRG・DATE COURSE PENTAGON ROYAL GARDEN）、菊地成孔とペペ・トルメント・アスカラール
- 葉加瀬太郎
- 鍵田真由美・佐藤浩希フラメンコ舞踊団（フラメンコ曽根崎心中）
- 石塚隆充
- 絢香
- 藤井フミヤ
- Six Unlimited
  - 東儀秀樹、古澤巌、塩谷哲、小沼ようすけ、井上陽介、大儀見元
- 大西順子カルテット
- 松岡直也グループ